# Prosobonia
Prosobonia leucoptera é um gênero de aves da família Scolopacidae e endêmicas da Polinésia Francesa.

## Espécies
- Prosobonia parvirostris
- † Prosobonia leucoptera
- † Prosobonia ellisi
- † Prosobonia cancellata